# Литометеоры
Литометео́ры (от др.-греч. λίθος «камень» + др.-греч. μετέωρος, «парящий в воздухе») — одна из классификационных групп атмосферных явлений, выделяемых в метеорологии, наряду с гидрометеорами, а также оптическими и электрическими явлениями. Основные разновидности: пыль, взвешенная в воздухе, пыльный позёмок, пылевая буря и мгла.
Семантически термины «литометеоры» и «гидрометеоры» стоят в одном ряду с обобщающим их термином «осадки», который в метеорологическом своём значении формы единственного числа не имеет — в отличие от осадка в химическом смысле, для которого, наоборот, множественное число непредпочтительно. Поскольку подавляющая часть примеров словоупотребления «гидро/литометеоры» относится к научно-методологической литературе, где эти термины являются названием классификационной группы, чаще всего используется форма множественного числа. Однако, в отличие от очков, ножниц и пр., словари отмечают также и форму единственного числа, в которой «метеор» является абстрактным представителем группы «метеоры» (= атмосферные осадки).

## Классификация
В отличие от электрических и оптических явлений, представляющих среди атмосферных явлений отдельные подгруппы, наравне с гидро- и литометеорами, последние имеют между собой материальную общность: в обоих случаях идёт речь о веществах, физические частицы которых присутствуют в воздухе помимо молекул газов, формирующих обычный газовый состав атмосферы. Как правило, удельный вес воздуха гораздо ниже, чем у литометеорного вещества, из-за чего рано или поздно оно возвращается на поверхность планеты. В своём определении литометеоров Всемирная метеорологическая организация формулирует главный критерий их отличия от гидрометеоров, отталкиваясь от вещества, присутствующего в воздухе. В определении ВМО литометеор это

метеор, состоящий из совокупности по большей части твёрдых частиц неводного происхождения, более или менее взвешенных в воздухе или поднятых в него ветром с поверхности земли.Оригинальный текст
Meteor consisting of an ensemble of particles most of which are solid and non-aqueous; they are more or less suspended in the air, or lifted by the wind from the ground.

то есть, если метеор состоит из воды, независимо от её агрегатного состояния, мы имеем дело с гидрометеорами; во всех остальных случаях это литометеоры. На этой принципиальной основе метеорологи развёртывают классификации, главный адресат которых не «чистая» академическая наука, а метеостанции, собирающие статистику для этой науки, круглосуточно записывая итоги в чётком соответствии с методологическими указаниями. Для целей сопоставимости метеорологические службы всех стран, представленных в ВМО, обеспечивают исполнение соответствующих международных норм через методические указания своим станциям. Отправной точкой работы метеорологов СССР, а позже России является «Наставление гидрометеорологическим станциям и постам», в котором работа с литометеорами определяется в разрезе следующих классификационных подгрупп:
- Пыль, взвешенная в воздухе
- Пыльный (песчаный) позёмок
- Пыльная (песчаная) буря
- Мгла

### Комментарии
1. ↑  Заметим, что метеор(ы) в астрономическом смысле могут иметь оба варианта грамматического числа, но при этом метеорит является не формой единственного числа от «метеор», а самостоятельной категорией, определяющей материальную субстанцию космического тела, в том числе упавших на Землю его фрагментов, не успевших сгореть в атмосфере в виде метеора, как «падающей звезды»